# Мухор-Черга
Мухор-Черга (рос. Мухор-Черга) — село Шебалінського району, Республіка Алтай Росії. Входить до складу Улусчергинського сільського поселення.
Населення — 132 особи (2015 рік).